# Logania crassifolia
Logania crassifolia är en tvåhjärtbladig växtart som beskrevs av Robert Brown. Logania crassifolia ingår i släktet Logania och familjen Loganiaceae. Inga underarter finns listade i Catalogue of Life.